# اچ‌ام‌اس ویگیلانت (اس۳۰)
اچ‌ام‌اس ویگیلانت (اس۳۰) (به انگلیسی: HMS Vigilant (S30)) یک زیردریایی است که طول آن ۱۴۹٫۹ متر (۴۹۱ فوت ۱۰ اینچ) می‌باشد. این زیردریایی در سال ۱۹۹۵ ساخته شد.